# Tartu (langue)
Pour les articles homonymes, voir Tartu (homonymie).
La langue de Tartu (estonien : tartu keel) est une langue sud-estonienne parlée en Estonie, près de la ville de Tartu. 
Elle compte environ 1 000 locuteurs.

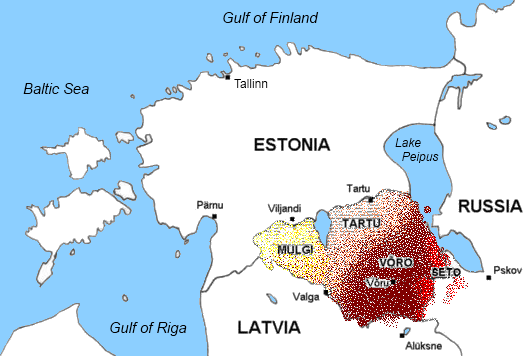
Carte linguistique du sud d'Estonie. La langue de Tartu est trouvé au nord du région linguistique de Võro.

Elle a atteint son apogée au XVIIe siècle puis a continué à décroître jusqu'aux années 2000. Elle commence à revivre depuis.